# 호사호
호사호(胡沙虎, 1132년 ~ 1213년)는 금나라(金)의 여진족(女眞族) 귀족 출신의 군인이다. 성은 흘석렬(紇石烈). 중국식 이름은 집중(執中). 출신은 동평로 맹안(東平路猛安)이다. 여진식 이름은 호사호 또는 홀사호(忽沙虎). 그는 금 태조를 수행한 공을 세었던, 어느 여진족 장수의 후손이다.

## 생애
1168년 황태자를 호위하는 장수를 지내었고, 금나라군의 사령관 중에 하나인 공위직지휘사(拱衛直指揮使)에 오른다. 하지만 그의 성격이 원래 폭력적이자, 화를 잘내고, 사나웠고, 참혹한 성격을 가지고 있었다.
1193년 술이 맛이 없다는 것에 분노하였고, 감주관 거란인 이자호(移刺保)를 폭행하여 부상시키는 사고를 일으켰고, 우복점검(右副点檢)에 의해서 계급이 강등되었고, 호사호는 더욱이 불만을 들어냈고, 근무 태만으로 관직에 나가지 않았고, 금나라의 어사중승 맹주(孟鑄)는 호사호를 탄핵하였다. 맹주는 "호사호는 탐욕을 부리고, 법을 지키지 않았고, 반성을 모르는 남자이다."라는 말을 하여 호사호는 탄핵되었고, 조주방어사(肇州防禦使)로 좌천되었다.
그 뒤 지방의 군관을 역임하지만, 또 다시 상관의 명령에 따르지 않는 경우가 종종 있었고, 금나라의 신하로서 태도가 불손하다고 처벌을 받았다. 1200년에 지대흥부사(知大興府事(금나라의 수도인 중도대흥부(中都大興府)의 행정책임자.))가 되었는데, 그의 행동이 도읍의 관리가 보여주는 행동이 어긋나는 것에 다시 맹주(孟鋳)를 중심으로 어사대 관리에게 탄핵되어 무위군도지휘사(武衛軍都指揮使)로 좌천되었다.
1205년 남송과 전쟁이 일어나자, 산동으로 출정하였다. 전투에서 큰 전공을 세웠고, 남송의 장군 이조(李藻)를 무찌르고, 충의장군 여장(呂璋)을 생포한 전공으로 서경유수(西京留守)가 되었고, 산서에 주둔하였다. 1209년 세습(世襲)의 모극(謀克)을 하사 받았고, 군의 요직인 행추밀원겸무안사(行樞密院兼安撫使)가 되었다. 호사호는 자신이 지휘하는 대병력을 이용하여 임지에서 관리와 백성의 재물을 빼앗는 전권을 휘둘렸다. 아둔한 위소왕(衛紹王)과 조정의 대신들은 호사호의 권력 남용을 제지하는 능력이 없었고, 결국에는 호사호에게 불문(不問)으로 처리한다.
몽골의 칸 칭기즈 칸이 이끄는 몽골군이 금나라로 침공이 시작되었다. 우부원수(右副元帥), 권상서자승(權尙書左丞)에 임명되었고, 산서 지방을 방어에 나섰으나, 패배하였다. 1213년 중도(中都)로 도망치듯이 이동하였다. 그 전에도 호사호가 근무에 태만하고, 잔인한 성격으로 유명하였다. 불만이 폭발한 황제의 측근 신하들은 이 일로 계기로 호사호를 처벌할 것을 건의하였다. 신변에 위협을 느낀 호사호는 군권을 장악하고 있었고, 반란을 일으킬 것을 결심한다. 마침내 그는 가을 8월 신해일에 군대를 이끌고 궁궐을 공격하였다. 자신과 대립하였던 황제의 측근 신하이자, 여진족의 귀족인 도단남평(徒單南平), 도단몰렬(徒單没烈) 부자를 죽이고, 금나라의 황족인 좌승상(左丞相) 완안망(完顔綱)을 죽였다. 이어서 황제 위소왕을 폐위하였고, 환관 이사중(李思中)에게 명하여 황제를 독살하게 했다.
호사호는 위소왕의 조카인 선종을 황제로 즉위시키고, 자신은 태사(太師), 상서령(尙書令), 도원수(都元帥), 감수국사(監修국史)로 취임하여 권력을 잡았다. 하지만 정권을 탈취한 2개월 뒤인 같은 해 겨울 10월 원수우감군(元帥右監軍)에 임명되자, 바로 몽골군이 금나라에 침공하자, 고기(高琪)라는 장수를 사령관을 삼아 금나라 군대를 보냈지만 몽골군에 패배하고, 사령관 고기는 금나라 수도로 도망쳤다. 고기는 호사호에 의해서 무거운 처벌을 두려워하였고, 고기는 쿠데타를 일으켰다. 반란군이 호사호의 저택을 둘러샀고, 아들을 포함하여 가족들과 함께 끔찍하게 살해되었다.